# La Squaw
La Squaw, conocido también como La mujer india, es un cuento corto del escritor irlandés Bram Stoker, publicado por primera vez en diciembre de 1893 en la edición navideña del periódico Holly Leaves, de Londres

En 1914, tiempo después de la muerte del autor, fue publicado junto con otros relatos en la antología Dracula's Guest and Other Weird Stories, cuya versión en castellano publicada en el año 2012 se titula El invitado de Drácula y otros relatos extraños y macabros.

## Sinopsis
El narrador y su esposa Amelia, durante la segunda semana de su viaje de bodas se encuentran casualmente en Núremberg con Elias P. Hutcheson y deciden compartir una visita al Kaiserburg, el castillo imperial.

Elias P. Hutcheson es un viajero norteamericano de carácter expansivo y alegre, que contrasta con los modales más solemnes de la pareja europea.

Durante un descanso en el camino de ascenso a la Torre de las Torturas, advierten que al pie del muro, por debajo de su posición, una gata negra juguetea con su cría. Hutcheson, con un gesto frívolo e irresponsable arroja una piedra con el objeto de molestar a los animales, pero la piedra mata al pequeño.

Al comprobar la muerte del pequeño, la gata dirige una mirada llena de odio a Hutcheson, que él compara con la mirada de una mujer india, —la squaw que da nombre al relato—, al realizar su venganza por la muerte de su hijo.

Poco después, al momento de visitar el área donde se exhibe la "Doncella de hierro" y otros instrumentos, Hutcheson nuevamente da muestras de la liviandad de su carácter, que dará como resultado un final trágico.